# Prezidentské volby na Ukrajině 2010

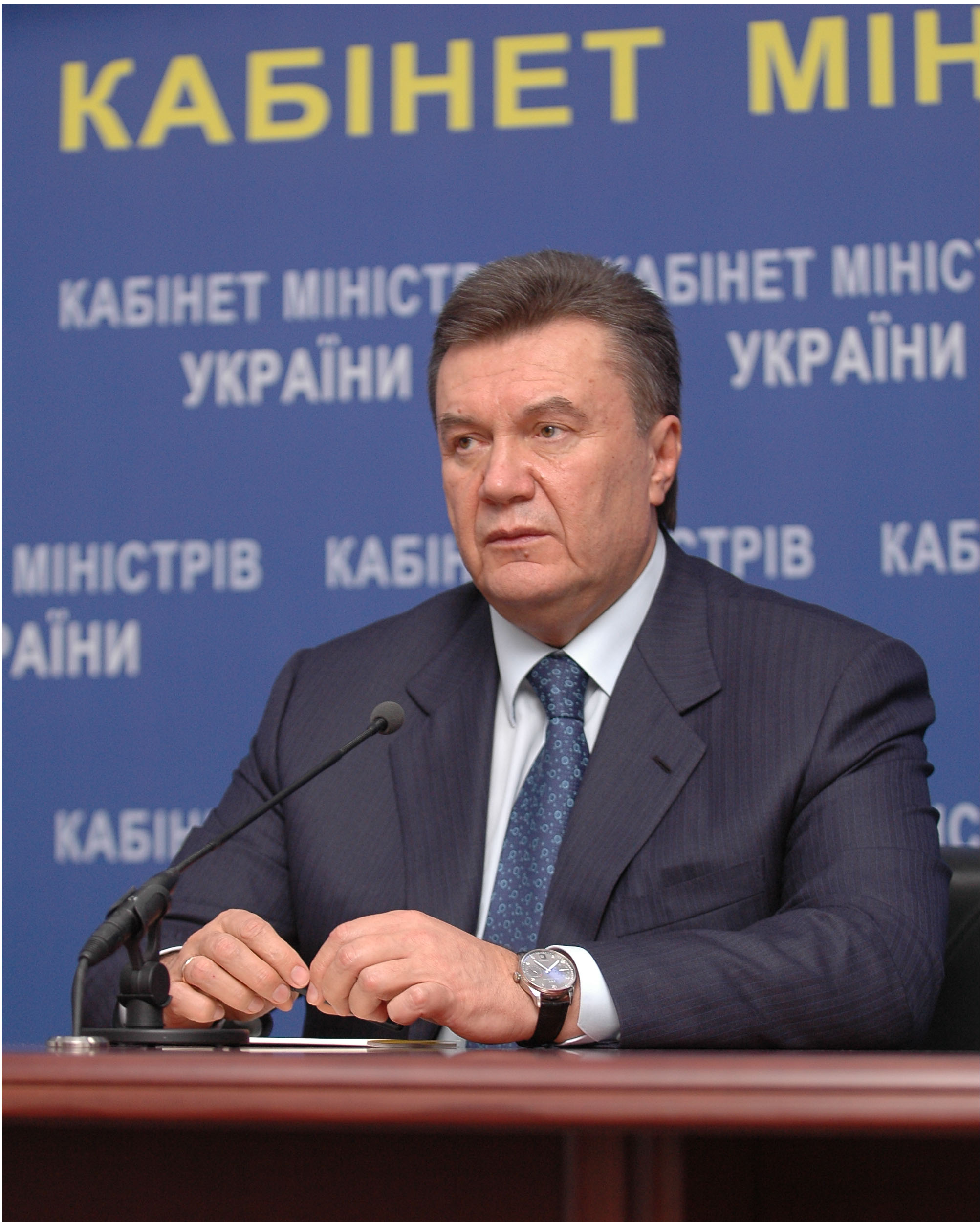
Viktor Janukovyč

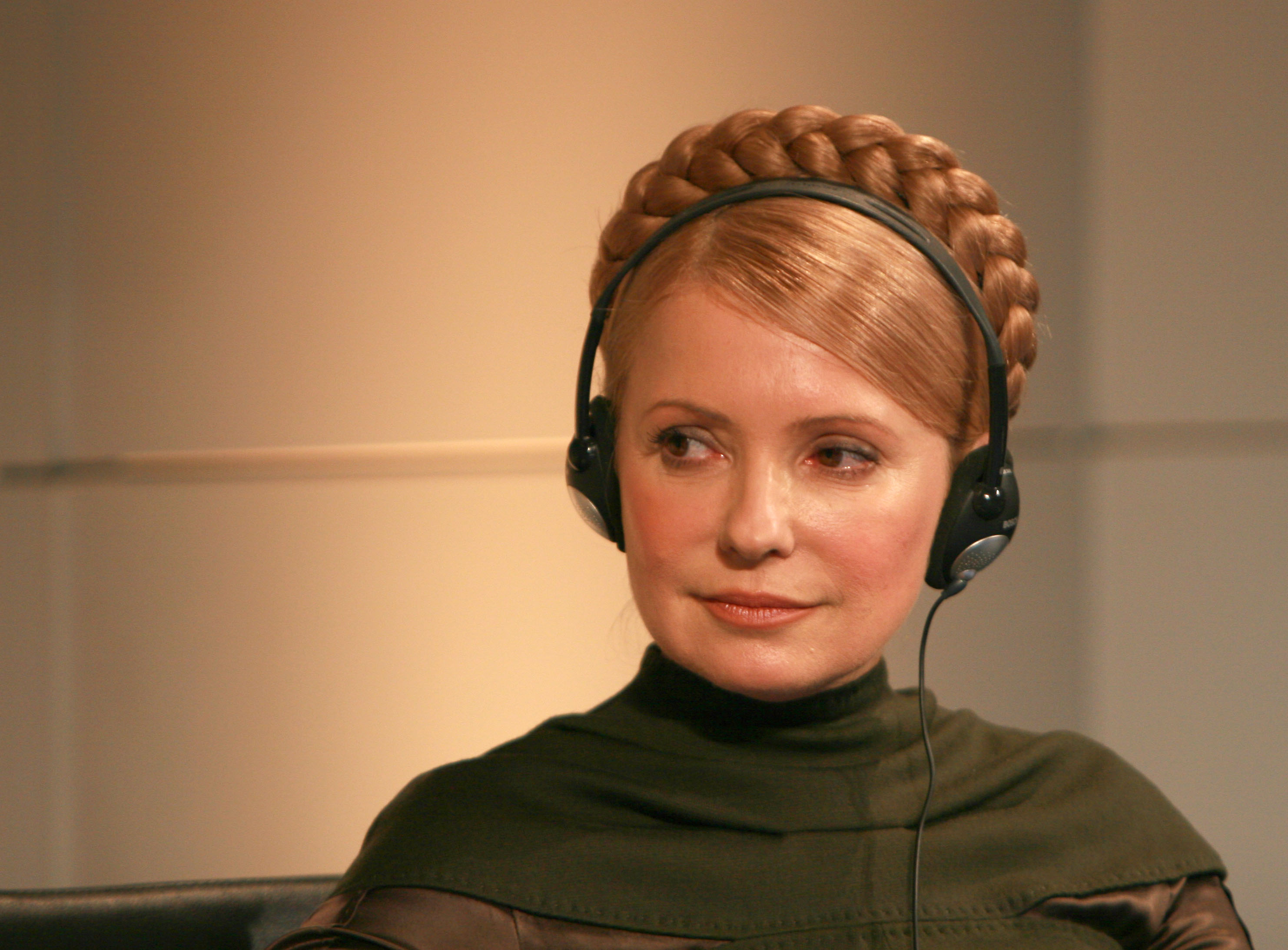
Julija Tymošenková

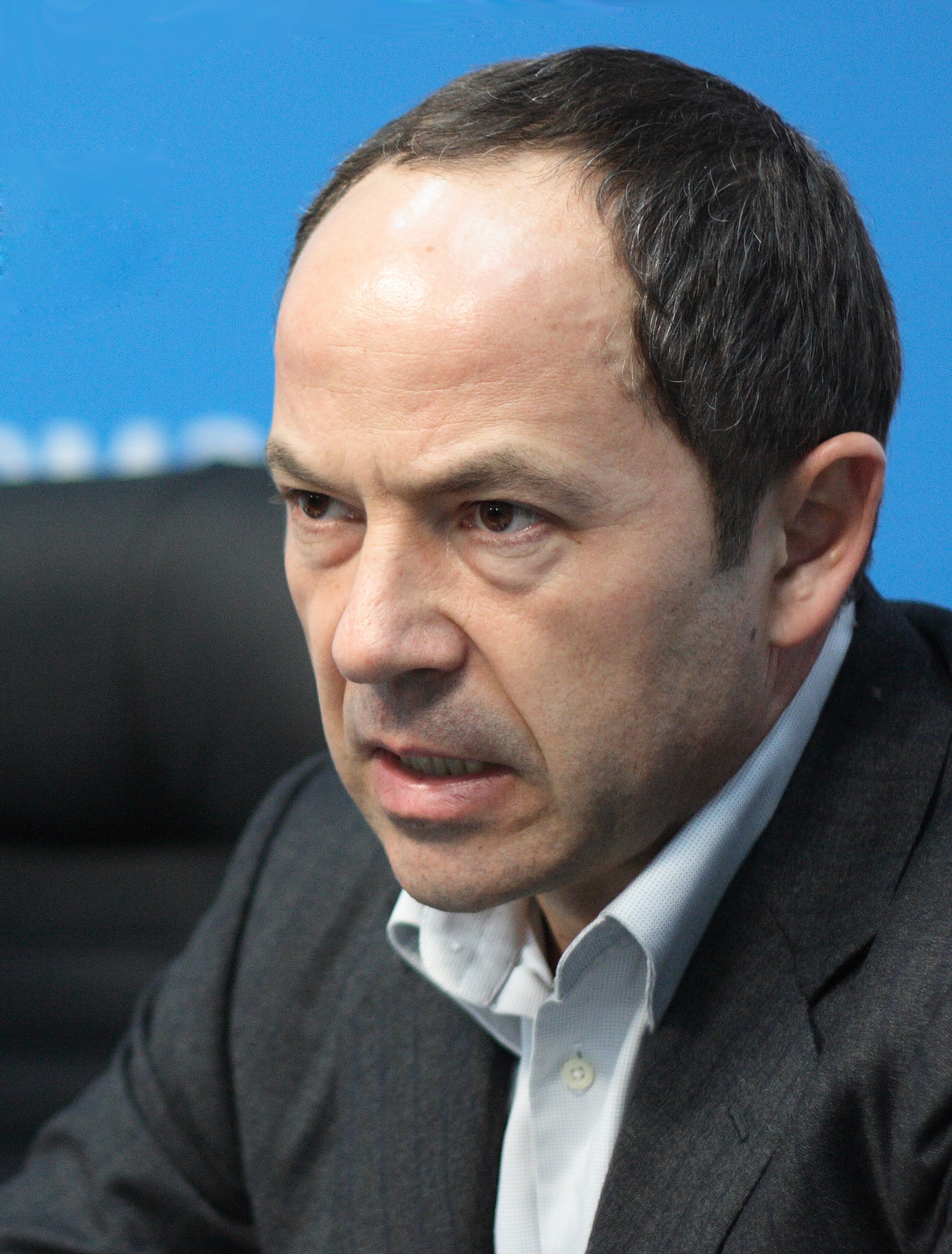
Serhij Tihipko

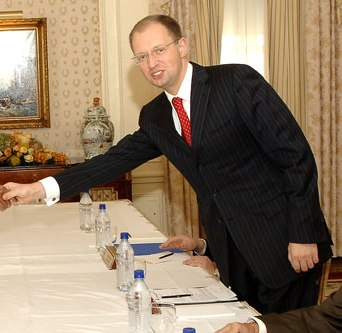
Arsenij Jaceňuk

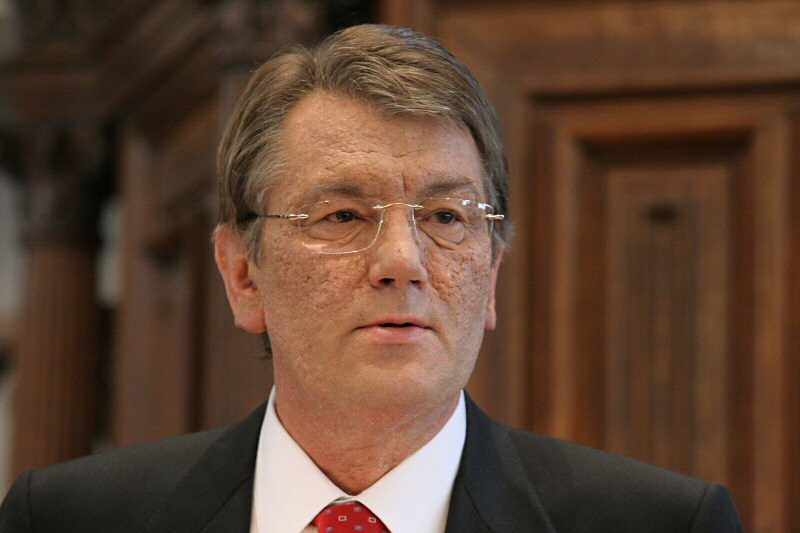
Viktor Juščenko

Páté prezidentské volby na nezávislé Ukrajině proběhly v lednu a únoru 2010. Občané volili prezidenta přímo na pětileté období. Ve volbách nad dosavadní premiérkou Julií Tymošenkovou těsně zvítězil opoziční lídr Viktor Janukovyč.

## Politická situace
Země byla výrazně politicky rozdělena, zjednodušeně na prozápadní sever a západ a převážně proruský jih a východ, kde mělo výrazný podíl ruské a ruskojazyčné obyvatelstvo. Střet těchto stran probíhal již v prezidentských volbách v roce 2004, kdy proti Ruskem otevřeně podporovanému Janukovyčovi stál Viktor Juščenko. Kvůli nestandardnímu průběhu voleb Juščenko spolu s Julií Tymošenkovou organizovali tzv. oranžovou revoluci, která dosáhla anulace vítězství Janukovyče a opakování druhého kola, na základě kterého se stal prezidentem prozápadní Juščenko. Jeho vládu však provázelo zklamání a výrazný pokles preferencí.
Obavy z opětovného falšování výsledků v roce 2010 se nepotvrdily, podle pozorování OBSE a většiny mezinárodních pozorovatelů, jichž bylo přítomno více než 3000, byly volby kvalifikované a transparentní.

## První kolo
Po prvním kole (17. ledna 2010) bylo jasné, že dosavadní prezident Viktor Juščenko svůj post neobhájí. Vyšel z něj vítězně předák Strany regionů Viktor Janukovyč s 35 % hlasů, který dle očekávání uspěl na východě a jihu země a na Krymu; druhá Julija Tymošenková z Bloku Julie Tymošenkové získala 25 % hlasů, zejména na střední a západní Ukrajině a ve všech kyjevských obvodech.
Juščenko po svém příklonu k ukrajinskému nacionalismu zvítězil pouze v několika obvodech ve Lvově a okolí, celkem obdržel 5,45 % hlasů. Předstihli jej Arsenij Jaceňuk a zejména Serhij Tihipko (13,05 %), který bodoval zejména ve velkoměstech (nejvíce hlasů měl z Dněpropetrovska).
Volební účast v prvním kole dosáhla 67 %, na západě byla obecně o něco vyšší.

## Druhé kolo
Ve druhém kole (7. února 2010) mírně vzrostla volební účast na 69,15 %, a to zejména na východě. Předběžné výsledky byly známy následujícího dne. Počáteční Janukovyčův náskok Tymošenková nejprve dotáhla na pouhá 2 %, nakonec se ustálil na 3,5 %; Janukovyč se tak stal vítězem voleb se 48,95 % hlasů.
Janukovyč měl dle očekávání nejvíce hlasů z Donbasu (Doněcká oblast 90,4 %) a jihu země, Tymošenková uspěla ve středu a na západě (Lvovská oblast 88,89 %). Nejvyrovnanější oblastí bylo ovšem Zakarpatí (Tymošenková 51 %, Janukovyč 41,5 %).

## Uznání výsledku a inaugurace
Těsným vítězem voleb se stal Viktor Janukovyč, avšak jeho rivalka Julija Tymošenková odmítla výsledek uznat a obrátila se i k soudu. Již 11. února však Janukovyčovi blahopřála nejedna hlava státu, včetně Baracka Obamy.
Po zpochybnění voleb Tymošenkovou pozastavil správní soud platnost výsledku voleb do doby, než by se její stížnost posoudila. 20. února však Tymošenková svou žalobu stáhla s tvrzením, že soud odmítl využít písemné důkazy a nechtěl předvolat navržené svědky. K inauguraci Viktora Janukovyče do úřadu prezidenta Ukrajiny tak došlo 25. února 2010.

## Výsledky
| Viktor Janukovyč — Strana regionů              | 8 686 642  | 35,32 | 12 481 268 | 48,95 |
| Julija Tymošenková — Baťkivščyna               | 6 159 810  | 25,05 | 11 593 340 | 45,47 |
| Serhij Tihipko                                 | 3 211 198  | 13,05 |            |       |
| Arsenij Jaceňuk                                | 1 711 737  | 6,96  |            |       |
| Viktor Juščenko                                | 1 341 534  | 5,45  |            |       |
| Petro Symonenko — Komunistická strana Ukrajiny | 872 877    | 3,54  |            |       |
| Volodymyr Lytvyn — Lidová strana (Ukrajina)    | 578 883    | 2,35  |            |       |
| Oleh Ťahnybok — Svoboda                        | 352 282    | 1,43  |            |       |
| Anatolij Hrycenko                              | 296 412    | 1,20  |            |       |
| Inna Bohoslovska                               | 102 435    | 0.41  |            |       |
| Oleksandr Moroz                                | 95 169     | 0,38  |            |       |
| Jurij Kostenko                                 | 54 376     | 0,22  |            |       |
| Ljudmyla Suprun — Lidová demokratická strana   | 47 349     | 0.19  |            |       |
| Vasilij Protyvsich                             | 40 352     | 0,16  |            |       |
| Oleksandr Pabat                                | 35 474     | 0,14  |            |       |
| Serhij Ratušňak                                | 29 795     | 0,12  |            |       |
| Mychajlo Brodskyj                              | 14 991     | 0,06  |            |       |
| Oleh Rjabokon                                  | 8 334      | 0,03  |            |       |
| proti všem                                     | 542 819    | 2,20  | 1 113 051  | 4,36  |
| neplatné                                       | 405 789    | 1,65  | 305 844    | 1,19  |
| Celkem                                         | 24 588 268 | 100   | 25 493 503 | 99,97 |
| Zdroj: Ústřední volební komise Ukrajiny.       |            |       |            |       |